# Dolmen du Trou à Morts

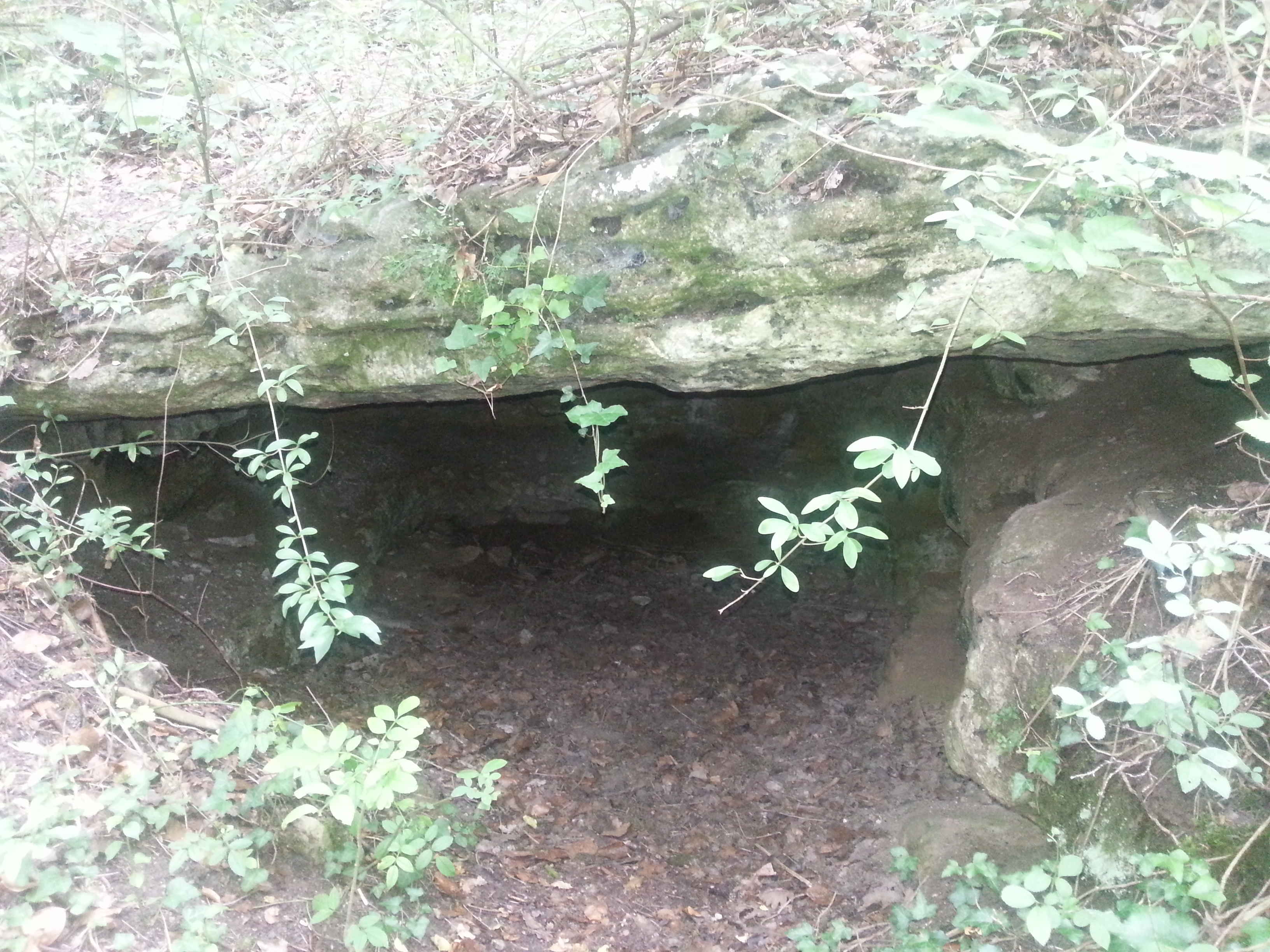
Dolmen du Trou à Morts

Der eingetiefte Dolmen du Trou à Morts (deutsch „Loch der Toten“; auch Hypogäum von Parmain) liegt im Wald oberhalb des Tals des „Nesles du ru de Jouy“, etwa 2,0 km nördlich von Parmain im Département Val-d’Oise in Frankreich. Dolmen ist in Frankreich der Oberbegriff für neolithische Megalithanlagen aller Art (siehe: Französische Nomenklatur).
Der Dolmen wurde in den 1850er Jahren entdeckt und von Landstreichern zweckentfremdet. Während des Ersten Weltkrieges war er Refugium für einige Anwohner gegen die deutschen Flugzeuge. Er öffnet sich nach Nordosten.
Es ist schwierig, eine klare Vorstellung von den ursprünglichen Abmessungen zu bekommen, da der Dolmen teilweise außerhalb und teilweise zwischen zwei harten Kalksteinbänken errichtet wurde. 
Bereits 1903 war das Trockenmauerwerk der Kammer verschwunden, vom Megalithanteil blieben nur zwei große Steine. Alexandre Désiré Denise fand 1903 unter ziemlich gut erhaltenen menschlichen Knochen einen trepanierten Schädel mit einem runden Loch. Die Steinobjekte waren meist geschliffene Äxte und Speerspitzen. Zu den Objekten gehört auch eine glockenförmige Bronze. Der Autor berichtet auch von einem (verschwundenen) Menhir,  etwa fünfzig Meter unterhalb.